# Guillermo Caballero Vargas
Guillermo Bernardino Caballero Vargas (Asunción, 1 de diciembre de 1943-Asunción, 25 de mayo de 2025) fue un político y empresario paraguayo. Fue fundador del Partido Encuentro Nacional (PEN), bajo el cual fue candidato a presidente de Paraguay en las elecciones generales de Paraguay de 1993.

## Biografía

### Primeros años y familia
Guillermo Caballero Vargas nació el 1 de diciembre de 1943, en Asunción. La actividad política formaba parte de su familia: su padre, Carlos Caballero Gatti, fue presidente del Partido Revolucionario Febrerista (PRF) y también candidato a presidente de la República por el mismo partido, en 1968. Era nieto de Marcos Caballero Codas, jefe político liberal y miembro del Triunvirato de 1911 de Paraguay, con Adolfo Aponte y Mario Usher. Era además bisnieto del general Bernardino Caballero, fundador del Partido Colorado y presidente de la República de 1880 a 1886.

### Trayectoria política
Caballero Vargas fundó el Partido Encuentro Nacional (PEN) en 1991 y se presentó en las elecciones generales de 1993 con María Victoria Brusquetti como candidata a vicepresidente, en alianza con el Partido Revolucionario Febrerista y el Partido Demócrata Cristiano, entre otros. En las elecciones, Caballero Vargas obtuvo el 23% de los votos, quedando en tercer lugar detrás de Domingo Laíno, por el Partido Liberal Radical Auténtico (PLRA), y quien resultó electo presidente, Juan Carlos Wasmosy, por la Asociación Nacional Republicana (ANR), más conocido como Partido Colorado. Como resultado, su partido representó la tercera fuerza política del país de aquel entonces, por lo que su influencia y posiciones fueron descritas como claves para la transición democrática en Paraguay.
Posteriormente, formó parte del Gobierno de Unidad Nacional durante la presidencia de Luis González Macchi hasta el 2003, siendo ministro de Industria y Comercio durante el mismo. En el 2008, el PEN apoyó también la candidatura de Fernando Lugo a la presidencia de la República, quien derrocó al Partido Colorado luego de más de 60 años en el poder de forma ininterrumpida.
En sus últimos años fue crítico de la política de Paraguay en general, afirmando en una entrevista en 2024 que se encontraba alejado de la actividad política por lo «frustrante» que resultaba debido a la degradación de la clase política del país. Señaló principalmente al Congreso como «un concurso de ineptos» y «tomado como fuente de enriquecimiento ilícito», afirmó que Horacio Cartes y su grupo político ejercía un «cacicazgo» que se había adueñado de las instituciones políticas y que «eso no es sano para el país», y que la oposición debía hacer renunciamientos para tener chances en el futuro.

### Trayectoria empresarial
Al margen de su trayectoria política, también fue reconocido por su rol como empresario en el sector industrial, ya que fue presidente de Manufacturas Pilar S. A., así como también en el sector ganadero.

### Fallecimiento
Falleció el 25 de mayo de 2025, a la edad de 81 años.